# Alectryon grandifolius
Alectryon grandifolius là một loài thực vật có hoa trong họ Bồ hòn. Loài này được A.C.Sm. mô tả khoa học đầu tiên năm 1936.